# Tygelsjö, Lunds kommun
Tygelsjö är en by i Hardeberga socken, Lunds kommun. Byn är belägen nära Hardeberga, mellan Lund och Dalby.